# Рауль Кірія
Рауль Кірія (народився 23 квітня 1984, Хобі, Грузинська РСР ) — грузинський журналіст, політолог, доктор міжнародних відносин. Доцент та проректор Європейського університету.

## біографія
Рауль Кірія народився 23 квітня 1984 року в місті Хобі. У 2005 році закінчив Тбіліський державний університет імені Івана Джавахішвілі за спеціальністю «журналістика», а в 2006 році — Тбіліський інститут екології та економіки за спеціальністю «міжнародні відносини ». У 2018 році навчався в Київському національному університеті імені Тараса Шевченка за спеціальністю «Політологія», де здобув ступінь магістра. 20 грудня 2023 року в Грузинському технічному університеті захистив докторську дисертацію на тему – «Грузинсько-українські відносини та перспективи їх інтеграції в євроатлантичні структури». 
Працював у газетах: «Тбілісі» (2001-2002), «Тбіліселебі» (2001-2003), «Тавісуфалі газеті» (2003-2005). У 2002-2003 роках був засновником і головним редактором журналу «Кінець тижня». У 2005-2007 роках працював репортером Грузинського Першого каналу та телекомпанії «Мзе» .
У 2008-2009 роках був директором Медіа-центру Уряду Автономної Республіки Абхазія, а в 2010-2013 роках працював радником Голови Уряду.
У 2009-2010 роках працював медіа-консультантом в громадській організації «Коаліція за справедливість», а в 2011-2012 роках у «Вільній профспілці викладачів і науковців Грузії». У 2014-2015 роках був директором телекомпанії «TV 8». У 2012 році заснував інформаційне агентство «Front News» і з цього ж року є головним редактором агентства.
У 2016 році за внесок у розвиток грузинсько-українських культурних відносин через журналістську діяльність був нагороджений почесною грамотою Міністра культури України Євгена Нішука . 
У 2017 році був радником зі стратегічних комунікацій українського політика Іни Богословської. У 2019-2020 роках був радником державного губернатора Імеретії.
З 2014 року – медіа-консультант та керівник проектів благодійного фонду «Натвріс Хісі». З 2020 року викладає в Європейському університеті. З 30 грудня 2024 року – проректор Європейського університету. 
4 жовтня 2024 року Федерація всесвітнього миру присвоїла Раулю Кіріа звання Посла миру за його внесок у справу миру.

## Ресурси в Інтернеті
- Грузия и Украина нуждаются в международной защите – Рауль Кирия
- Ukrainian journalist tells Guardian Media of horrifying images of war
- The Black Sea Security after Russian Invasion of Ukraine: Views from Ukraine, Georgia, and Azerbaijan

## Виноска
1. ↑  Адміністративний склад Європейського університету
2. ↑  რაულ ქირია - ვიცე-რექტორი სტრატეგიული კომუნიკაციებისა და სტუდენტური სერვისების მიმართულებით
3. ↑  Рауля Кірію нагородив Міністр культури України. kvira.ge. 20 травня 2016 р. Переглянуто 14 березня 2022 р.
4. ↑  Рауль Кірія призначений радником губернатора Імеретії. newpress. 1 жовтня 2019 р.